# Rio Lobo
Rio Lobo (titlul original: în engleză Rio Lobo) este un film dramatic american, realizat în 1970 de regizorul Howard Hawks, fiind ultimul său film.
Protagoniștii filmului sunt actorii John Wayne, Jorge Rivero, Jennifer O'Neill, Jack Elam.
A fost cel de-al treilea film al lui Howard Hawks, în care variază ideea unui șerif care își apără biroul împotriva unor elemente beligerante din oraș, după Rio Bravo (1959) și El Dorado (1966), ambele cu John Wayne.

## Conținut
Acest western clasic plin de acțiune, relatează jaful spectaculos al unui tren unionist de către câțiva soldați ai Statelor Confederate. Colonelul din armata unionistă McNally, îi urmărește și prinde pe șefii inamici ai jafului, Cordona și Tuscarora, dar războiul se încheie, iar cei trei bărbați ajung să se împrietenească.
În urma acestui fapt, ei încep să caute trădătorii unioniști responsabili de o serie de jafuri de trenuri de către confederați, iar urmele îi vor duce în orașul Río Lobo, unde li se va alătura tânăra Shasta Delaney, care le dezvăluie complotul de corupți al orașului.

## Distribuție
- John Wayne – col. Cord McNally
- Jorge Rivero – căpitanul Pierre Cordona zis „Frenchy”
- Jennifer O'Neill – Shasta Delaney
- Christopher Mitchum – sergentul Tuscarora Phillips
- Jack Elam – Phillips
- Victor French – Ike Gorman/Ketcham
- Susana Dosamantes – María Carmen
- Sherry Lansing – Amelita
- David Huddleston – Dr. Ivor Jones, dentist
- Mike Henry – șeriful din Rio Lobo, „Blue Tom” Hendricks
- Bill Williams – șeriful din Blackthorne, Pat Cronin
- Jim Davis – ajutorul de șerif din Rio Lobo
- Robert Donner – ajutorul de șerif Whitey Carter
- Hank Worden – Hank, hotelierul
- Peter Jason – locotrnentul Ned Forsythe
- Edward Faulkner – locotrnentul Harris
- Chuck Courtney – Chuck
- George Plimpton – un pistolar
- Dean Smith – Bide, caporalul